# Dlp games
dlp games ist ein deutscher Spieleverlag, der 2008 von dem Spieleautor Reiner Stockhausen gegründet wurde. Das Verlagsprogramm des Kleinverlages besteht neben mehreren Spielen des Gründers auch aus Brettspielen weiterer Autoren.

## Geschichte
Der Verlag dlp games wurde 2008 von Reiner Stockhausen gegründet, der diesen als Geschäftsführer leitet. Stockhausen veröffentlichte in diesem Verlag zuerst 2009 die beiden eigenen Spiele Crazy Kick und Lübeck sowie 2010 das Spiel Bangkok Klongs von Martin Schlegel. Das 2014 veröffentlichte Spiel Orléans von Reiner Stockhausen wurde 2015 für das Kennerspiel des Jahres nominiert und erreichte den 2. Platz bei der Abstimmung zum Deutschen Spielepreis, nachfolgend wurde das Spiel mit zahlreichen Erweiterungen und Mini-Erweiterungen (Promos) ausgestattet. Altiplano aus dem Jahr 2017, ebenfalls von Stockhausen, wurde beim Deutschen Spielepreis 2018 auf den 10. Platz gewählt.

## Ludografie
- 2009: Crazy Kick (Reiner Stockhausen; ursprünglich als Fußball Ligretto, Schmidt Spiele 2006)
- 2009: Lübeck (Reiner Stockhausen)
- 2010: Bangkok Klongs (Martin Schlegel)
- 2011: Siberia (Reiner Stockhausen)
- 2011: Siberia: The Card Game (Reiner Stockhausen)
- 2013: Citrus (Jeffrey D. Allers)
- 2014: Orléans (Reiner Stockhausen)
- 2014: Scheffeln (Reiner Stockhausen)
- 2016: Weltausstellung 1893 (J. Alex Kevern)
- 2016: Böhmische Dörfer (Reiner Stockhausen)
- 2017: Yokohama (Hisashi Hayashi)
- 2017: Altiplano (Reiner Stockhausen)
- 2017: Moorea (Reiner Stockhausen)
- 2018: Valparaíso (Stefan Malz, Louis Malz)
- 2018: Manitoba (Remo Conzadori, Marco Pranzo)
- 2019: Maracaibo (Alexander Pfister)
- 2019: Orléans Stories (Reiner Stockhausen)
- 2019: Coffee Roaster (Saashi)
- 2020: CloudAge (Alexander Pfister)
- 2021: Maracaibo: Der Aufstand (Alexander Pfister)
- 2021: Boonlake (Alexander Pfister)

## Belege
1. ↑  Impressum auf der offiziellen Website von dlp games; abgerufen am 1. November 2018.
2. ↑  Orléans auf der Website des Spiel des Jahres e.V.; abgerufen am 1. November 2018.
3. 1 2  Preisträger (Memento des Originals vom 3. November 2020 im Internet Archive)  Info: Der Archivlink wurde automatisch eingesetzt und noch nicht geprüft. Bitte prüfe Original- und Archivlink gemäß Anleitung und entferne dann diesen Hinweis. des Deutschen Spielepreises; abgerufen am 1. November 2018.